# Cho In-joo
Cho In-joo est un boxeur sud-coréen né le 13 avril 1969 à Jeollanam-do.

## Carrière
Passé professionnel en 1992, il devient champion du monde des poids super-mouches WBC le 29 août 1998 après sa victoire aux points face à Gerry Peñalosa. In-joo conserve son titre à cinq reprises contre Joel Luna Zarate, Pone Saengmorakot, 	Keiji Yamaguchi, à nouveau Peñalosa et Julio Cesar Avila puis le perd contre Masamori Tokuyama le 27 août 2000. Il met un terme à sa carrière de boxeur l'année suivante après une seconde défaite lors du combat revanche sur un bilan de 18 victoires et 2 défaites.